# Josep Campeny i Santamaria
Josep Campeny i Santamaria (Igualada, 5 d'agost de 1858 - Barcelona, 21 de gener de 1922) fou un escultor català. Tenia una remota relació de parentiu amb l'escultor neoclàssic Damià Campeny. Net seu és l'escultor Xavier Medina Campeny.

## Biografia
Va néixer a la Rambla de Sant Isidre d'Igualada, segon fill d'una família de vuit germans. De molt jove començà a fer escultures copiant figures del retaule de l'església de Santa Maria d'Igualada. Als 4 anys la seva família es va instal·lar a Barcelona, al barri del Raval. Es formà a l'Escola de Belles Arts de Barcelona (Escola de la Llotja). També va freqüentar l'estudi de Joan Roig i Solé. Els anys 1879 i 1881 exposà obres a la Sala Parés, incloent-hi l'escultura d'un gos llop. Entre els seus companys d'estudis hi ha Enric Clarasó, Josep Llimona i l'Eliseu Meifrèn i Roig. L'any 1884 va anar a estudiar a París, gràcies al mecenatge de la família Muntadas Campeny, propietària de L'Espanya Industrial, amb la que es diu que existia relació de parentiu. L'any 19891 va ser nomenat professor de l'Escola d'Arts i Oficis de la plaça Trilla de Barcelona.
Va participar en moltes exposicions (Nacional de Belles Arts de Madrid; Universals de Barcelona, Berlín, Anvers i Viena; Saló de la Societé des Artistes Français..) i obtingué diversos premis, incloent-hi la tercera medalla a l'Exposició Universal de 1888, segona medalla a les exposicions de Belles Arts de Barcelona de 1893, 1896 i 1907 i a les exposicions de Belles Arts de Madrid de 1899 i 1906, i medalla d'or a les Exposicions de Viena (1904), amb Fascinación i Zaida, de Budapest (1907), i d'Atenes (1908) amb Epíleg.
Practicà un realisme anecdòtic amb preferència per temes costumistes (Sereno estirant-se, MUHBA) i d'animals en moviment com Cérvol atacat per una àguila (1894) al Museu d'Art Modern de Barcelona i Epíleg (1908). També va fer retrats, encàrrecs d'escultura funerària (Cementiris de Montjuïc, Poble Nou, Sant Feliu de Guíxols i Cadaqués) i diversos monuments públics (General Lasarte, Iquique, antigament Perú i actualment Xile). Fou autor de l'al·legoria de les Heures (1895) que es troba al Palau de les Heures i del grup de bronze L'Oració de Jesús a l'Hort de Getsemaní que forma part del Rosari Monumental de Montserrat (1897-1900). Modelà un dels lleons del monument madrileny a Alfons XII i esculpí testa, bust o cos sencer de figures com Jacint Verdaguer, el tenor Masini, el còmic Fontova, l'historiador Balaguer o el poeta Manuel de Cabanyes. El monument al poeta Cabanyes es pot contemplar a la Biblioteca Museu Víctor Balaguer de Vilanova i la Geltrú.
Els anys 1879 i 1903 va realitzar dues escultures, en guix, dedicades als dotze treballs d'Hèrcules: en una es veu l'àliga devorant el fetge de Prometeu encadenat, mentre que l'altra mostra la lluita entre Hèrcules i l'àliga. Els originals es troben a l'Ateneu Igualadí. L'any 1972, Ros i Sabaté va realitzar sengles còpies en bronze que es poden contemplar actualment a les places de Sant Miquel i del Pilar, a Igualada.
El 1911 va guanyar el concurs per realitzar tres fonts ornamentals a Barcelona, que es van instal·lar el 19 de desembre de 1912. Una d'elles és la Font de la Granota, obra escultòrica situada davant del Palau Robert, a l'avinguda Diagonal de Barcelona. És una font d'estil naturalista amb un basament que fa de pica, fet amb pedra de Montjuïc, i una escultura de bronze que representa un nen subjectant una granota, la qual fa de broc. Les altres dues obres són la Font del Noi dels Càntirs, situada a la plaça Urquinaona de Barcelona, i la Font del Trinxa (Ronda Universitat-Pelai).
Va instal·lar una escultura a Montserrat, inaugurada l'11 de juny de 1911, anomenada Monument als herois del Bruc, que va desaparèixer durant la guerra civil espanyola.
Obra seva és també el Monument als defensors del 1714 que es troba a Cardona.
A Girona es troba el monument als defensors de la ciutat durant els setges de 1809, també obra seva
El 1919 projectà el monument a l'aviador Salvador Hedilla, fundador i director de l'Escola Catalana d'Aviació.
Va morir el 21 de gener de 1922, segons el diari La Publicidad víctima d'una broncopneumònia.
Entre els anys 2020 i 2021 el Museu de la pell d'Igualada li va dedicar una exposició monogràfica
En l'actualitat la ciutat d'Igualada atorga el Premi d'Escultura Josep Campeny. L'any 2010 el premiat fou l'italià Cristiano Benassi.

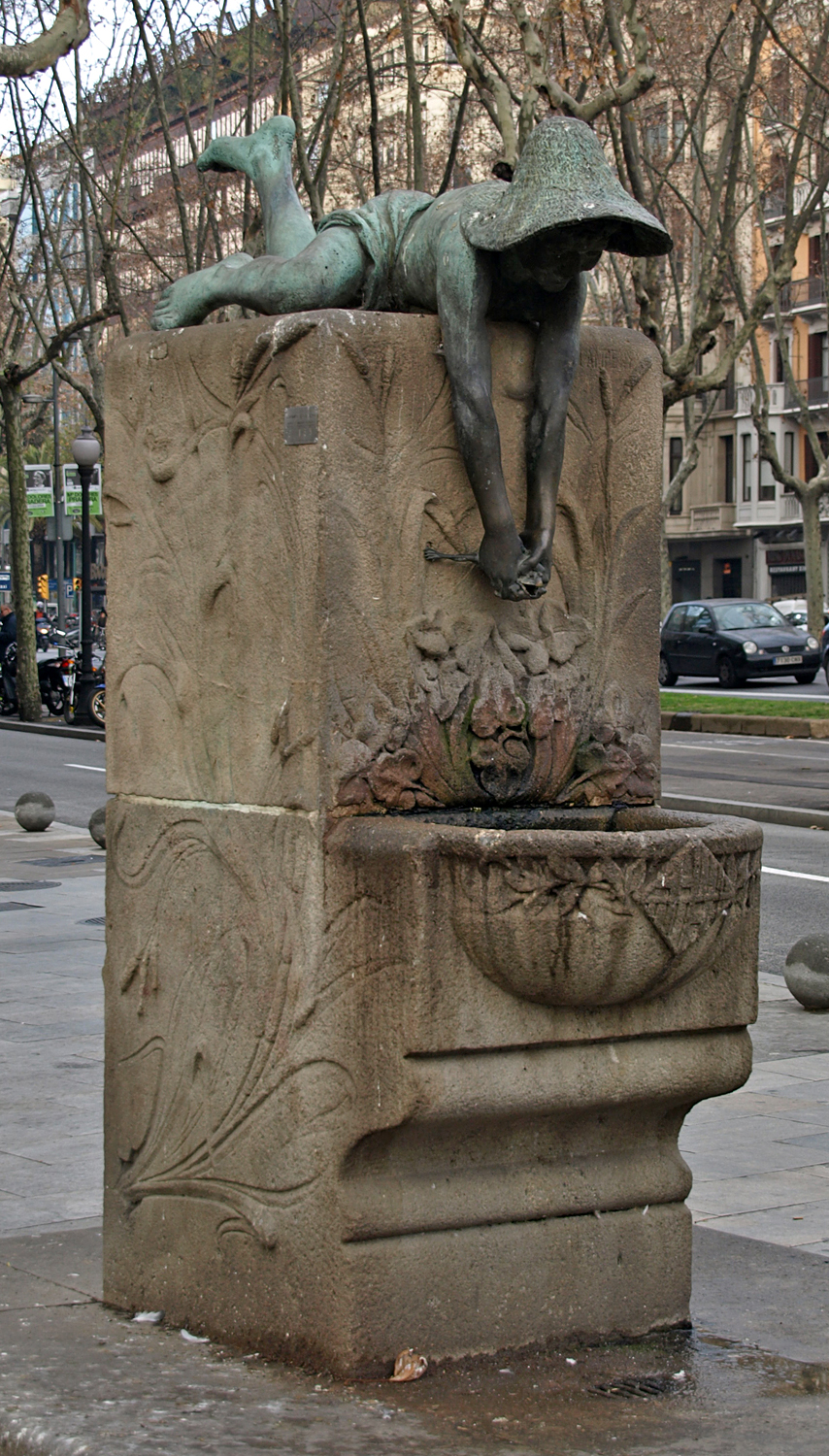
"Font de la Granota", davant del Palau Robert, Barcelona
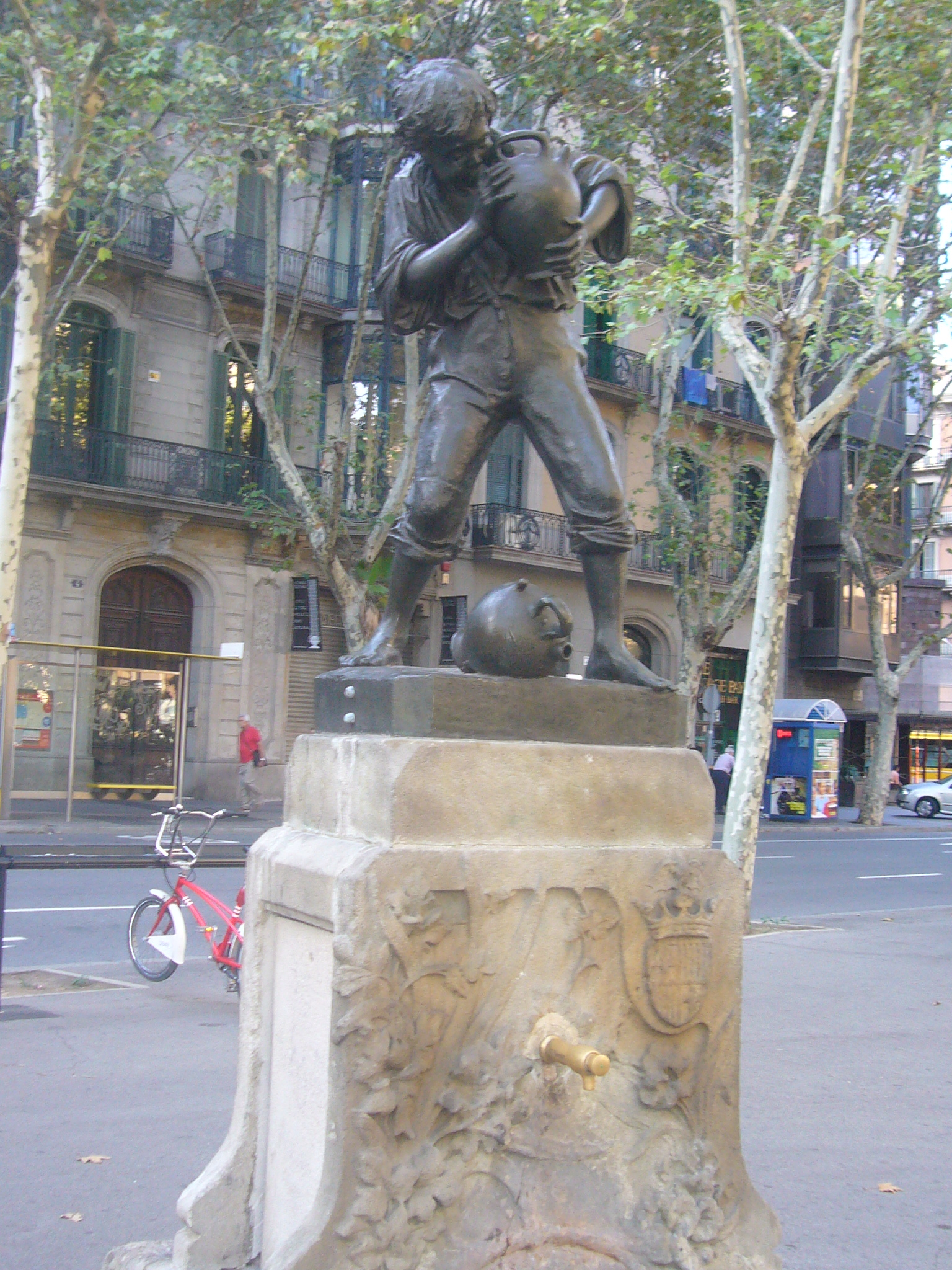
"Font del Noi dels cantirs", Plaça Urquinaona, Barcelona
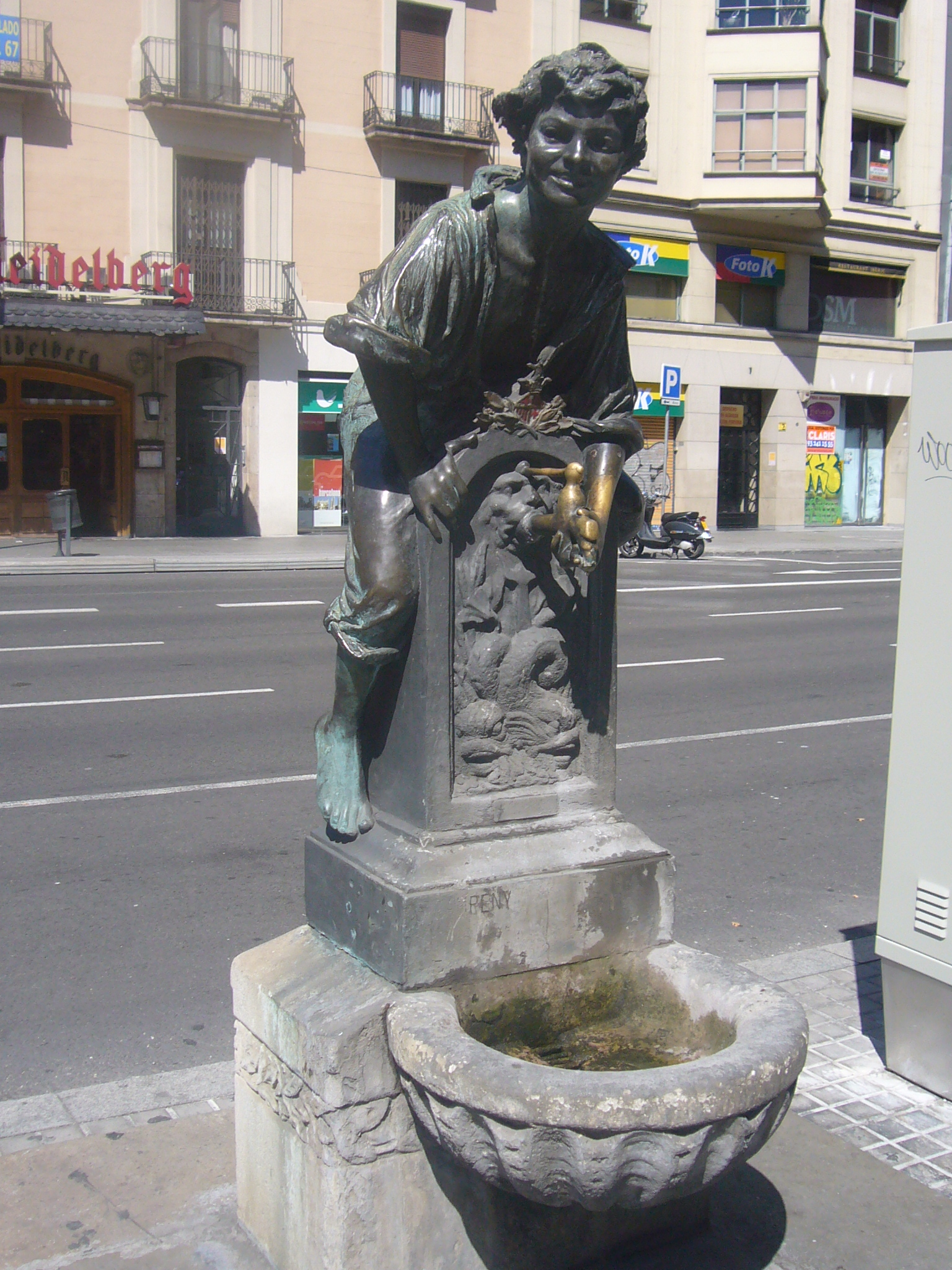
"Font del Trinxa", Ronda Universitat-Pelai, Barcelona
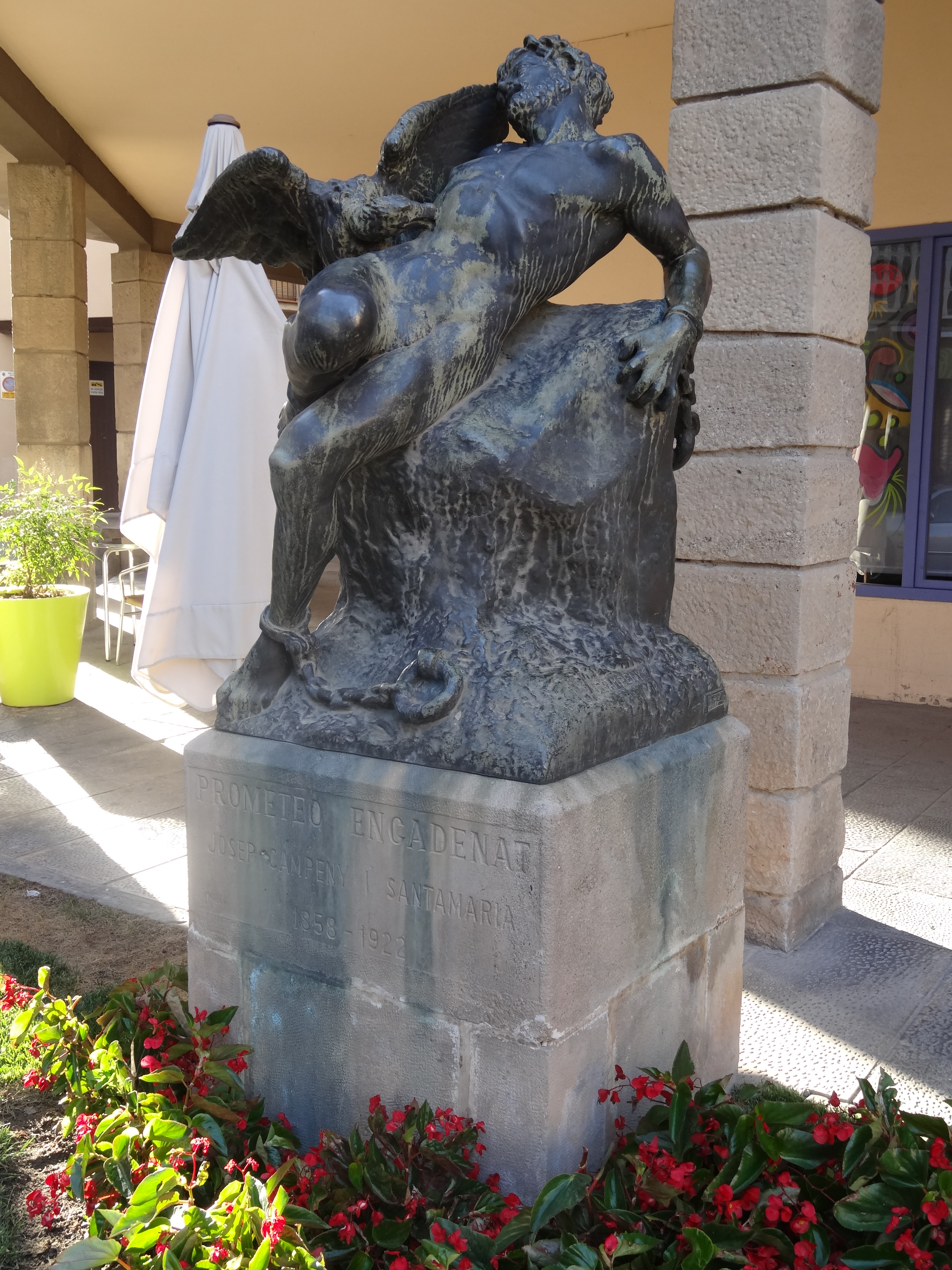
Prometeu encadenat, còpia en bronze situada a la Plaça Sant Miquel, Igualada
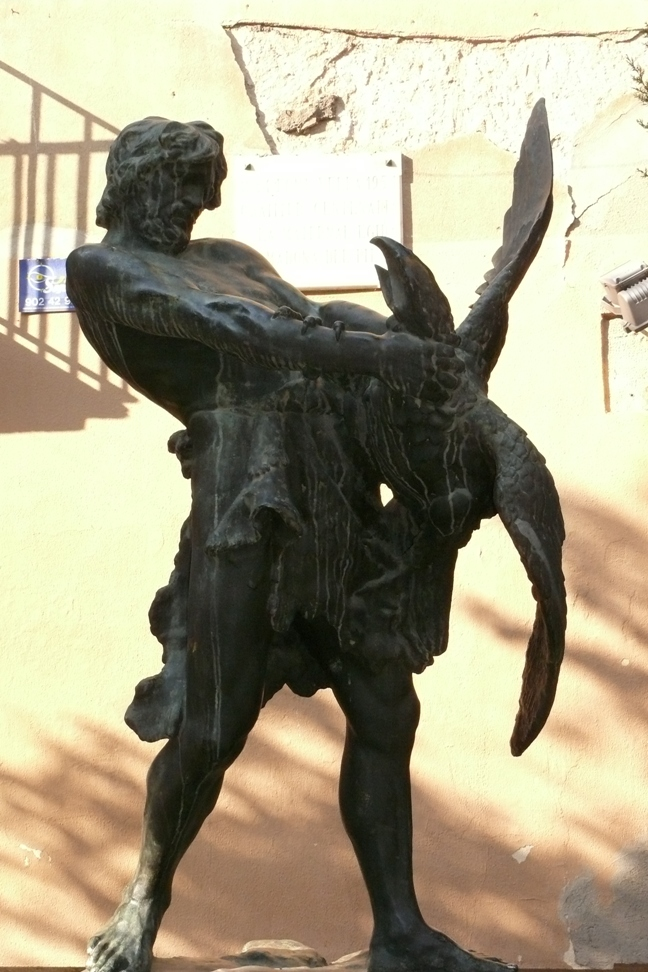
Lluita entre Hèrcules i l'àliga, còpia en bronze de l'escultura en guix de Josep Campeny (1895). Plaça del Pilar d'Igualada
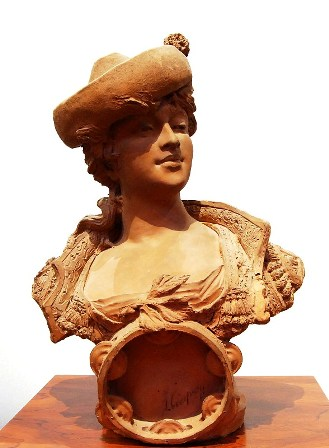
Tipus madrileny amb pandereta
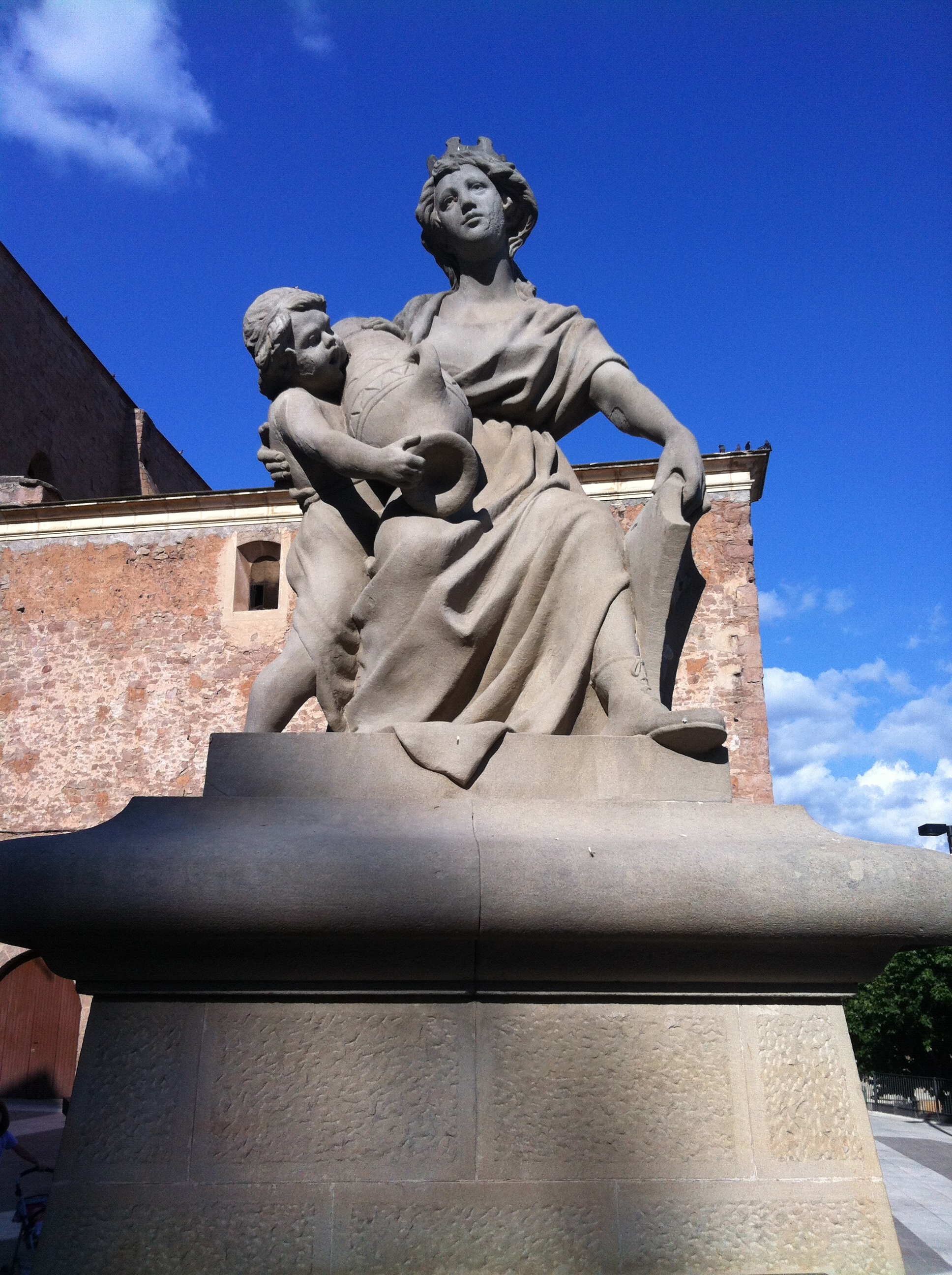
Monument als defensors del 1714, situat a la Plaça de la Fira, Cardona